# Fraterhaus Münster

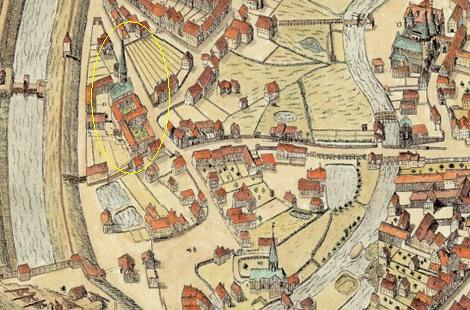
Everhard Alerdinck: Vogelschau-Plan der Stadt Münster (1636, Ausschnitt): gelb umrandet die Niederlassung der Brüder vom gemeinsamen Leben mit Kapelle Sanctissimae Trinitatis und Konventsgebäuden; rechts oben St. Petri, unten die Georgskommende des Deutschen Ordens

Das Fraterhaus oder Fraterherrenhaus in Münster war eine Niederlassung der Brüder vom gemeinsamen Leben. Der Konvent wurde 1401 vom Ursprungshaus in Deventer aus gegründet und war der erste auf dem Gebiet des heutigen Deutschland. Er hatte seinen Sitz im Südwesten der ummauerten Stadt in dem Haus Zum Springborn (lat. Ad fontem salientem) auf der Westseite des Krummen Timpen zwischen Bispinghof und der heutigen Universitätsstraße. Die Gemeinschaft erhielt 1424 die Approbation durch Papst Martin V. und bestand formalrechtlich bis 1772.

## Geschichte
Die Broeders des gemeenen levens waren im „Herbst des Mittelalters“ eine neuartige Gemeinschaft aus dem Geist intensivierter persönlicher Frömmigkeit (Devotio moderna), angestoßen von Geert Groote (1340–1384). Sie folgten dem Ideal der urchristlichen Gütergemeinschaft, widmeten sich vor allem der Bücherherstellung und betrieben Schulen. Ausgangsort war das um 1380 gegründete Haus in Deventer. Während sich das Kloster Windesheim bei Zwolle (gegründet 1386) und seine Tochterklöster in der Windesheimer Kongregation nach der Augustinusregel organisierten, hielten die Gründungen in Westfalen, am Niederrhein und in Niedersachsen, deren Hauptinitiator Heinrich von Ahaus (um 1370–1439) war, lange an einer freieren, nichtmonastischen Organisationsform fest. Von diesen war Münster die erste.
Heinrich von Ahaus, der zum Domklerus von Münster gehörte, kam im Jahr 1400 ins Brüderhaus Deventer und schloss sich der Gemeinschaft begeistert an. 1401 kehrte er mit einigen Brüdern nach Münster zurück, wo eine Gruppe junger Geistlicher um den Kaplan Johann von Steveren Hilfe bei der Gründung eines Brüderhauses erbeten hatte. Diese erfolgte feierlich am 26. Oktober 1401. Die Gemeinschaft bezog das Haus Zum Springborn am Honekamp (heute Krummer Timpen). 1409 übernahm Heinrich von Ahaus die Leitung; 1416 bis 1424 hielt er sich zur Gründung eines weiteren Hauses in Köln auf. Die Verbindung zwischen Münster und Köln war die Keimzelle des Münsterschen Kolloquiums, in dem sich 1431 mehrere niederdeutsche Häuser, darunter auch das Fraterhaus Herford, zu einem Bund gegenseitiger Unterstützung in äußeren und inneren Angelegenheiten zusammenschlossen. Die Beichtväter des Schwesternhauses Marienbrink in Coesfeld waren zumeist Mitglieder des Münsteraner Fraterkonvents.
Da die Gemeinschaft in Münster blühte und neue Brüder ihr Vermögen einbrachten – Stiftungen Außenstehender wurden nicht angenommen –, wurden im Verlauf des 15. Jahrhunderts Grundstück und Gebäude durch Zukauf und Ausbau erweitert. Nach dem Ende des Täuferreichs von Münster 1535 nahm Fürstbischof Franz von Waldeck hier zeitweise Quartier. Als 1661 die nach Autonomie strebende Stadt besiegt war, machte Christoph Bernhard von Galen das in den vorausgegangenen Kämpfen schwer beschädigte Fraterhaus zu seiner innerstädtischen Residenz und ließ es entsprechend herrichten. Die Brüder wehrten sich dagegen, mussten sich jedoch beschränken und erhielten ab 1686 Entschädigungsleistungen. Das Haus blieb Residenz der bischöflichen Landesherren, bis Ende des 18. Jahrhunderts auf dem Gelände der Zitadelle von Münster das repräsentative fürstbischöfliche Schloss entstand.
Der Fraterherrenkonvent erlebte in dieser Zeit einen Niedergang; Neueintritte blieben aus. 1772 wurde das Kapitel formell aufgehoben. Grundstück und Gebäude kaufte der letzte Erbkämmerer des Fürstbistums Clemens August Johann Nepomuk von Galen (1748–1820), der dort ab 1784 eigene Bauvorhaben verwirklichte. Seit Anfang des 19. Jahrhunderts sind keine Reste des Fraterhauses mehr vorhanden.